# Напуск
Напуск (в машиностроении) — дополнительный объём материала на внешней поверхности штампованной или кованой металлической заготовки, временно оставленный в целях упрощения текущих производственных процедур, но предназначенный для удаления в отходы на следующих этапах обработки. Таковыми могут быть высверливание отверстий, отрезание лишних частей и т. п. В некоторых случаях (штамповочные уклоны, увеличенные радиусы внутренних закруглений) напуски могут оставаться в готовом изделии.
В прокатном производстве снятие мелких напусков с деталей осуществляется в один проход, если же оставшиеся напуски велики, то их снимают в несколько проходов.